# Yechiva de Łomża
La yechiva de Łomża fondée à Łomża, en Pologne, en 1883, est la première yechiva fondée dans ce pays. Son fondateur est le rabbin Eliezer Sruliewicz. Elle suit le modèle des yechivot de Lituanie.

## Histoire
Après la Shoah, cette yechiva est transférée à Petach Tikvah, en Israël.

## Anciens élèves
- À Łomża, en Pologne :
  - Elya Lopian
- À Petach Tikvah en Israël :
  - Naphtali Lau-Lavie
  - Moshe Soloveitchik (Zurich)